# Codex diplomaticus Saxoniae regiae
Der Codex diplomaticus Saxoniae regiae ist eine seit 1864 herausgegebene Edition von Urkunden zur mittelalterlichen (ober)sächsischen Geschichte. Bei der Zitation hat sich das Sigel CDS durchgesetzt.
Angeregt wurde das Editionsvorhaben 1859 durch den Direktor der Universitätsbibliothek Leipzig, Ernst Gotthelf Gersdorf, in Anlehnung an ähnliche zeitgenössische landesgeschichtliche Urkundenwerke wie z. B. den Codex diplomaticus Brandenburgensis oder den Codex diplomaticus Anhaltinus. Später war das Editionsvorhaben eng mit dem Hauptstaatsarchiv Dresden verbunden, blieb jedoch organisatorisch eigenständig.
So wurden die Bände vor allem von den Archivaren Otto Posse und Hubert Ermisch herausgegeben.
Nach 1945 kam die Arbeit am Codex aufgrund der veränderten politischen Rahmenbedingungen und des geringen Stellenwertes der Landesgeschichte in der Geschichtswissenschaft der DDR fast vollständig zum Erliegen. Das Vorhaben wurde jedoch 1993 wiederbelebt und ist heute bei der Sächsischen Akademie der Wissenschaften sowie dem Institut für Sächsische Geschichte und Volkskunde angesiedelt.

## Konzeption und Inhalt
Der Codex ist in drei Hauptteile unterteilt:
- Hauptteil I erfasst die Urkunden der Markgrafen von Meißen (die sogenannten Meissener Bisthumsmatrikel) und der Landgrafen von Thüringen bis zur Leipziger Teilung 1485. Zur Zeit (2024) liegen 5 Bände für den Zeitraum 948–1264 und 4 Bände für den Zeitraum 1381–1427 vor.
- Hauptteil II enthält Urkunden der Städte und geistlichen Institutionen im Gebiet des Freistaates Sachsen. In dieser Reihe sind bisher 21 Bände erschienen (Stand 2024). Sie enthalten die Urkunden des Hochstifts Meißen, der Universität Leipzig einschließlich ihrer Matrikel bis zur Mitte des 16. Jahrhunderts und des Zisterzienserklosters Altzelle, außerdem Urkunden der Städte  Meißen (einschließlich seiner Klöster), Dresden und Pirna, Chemnitz (einschließlich seiner Klöster), Kamenz und Löbau, Leipzig, Freiberg, Grimma (einschließlich Kloster Nimbschen) und Zwickau.
- Hauptteil III sollte ursprünglich die Urkunden zu kleineren Städten, Herrschaften und Adelsgeschlechtern enthalten, wurde jedoch nie ernsthaft in Angriff genommen. Inzwischen ist eine neue Hauptreihe III in Arbeit, die Papst- und Konzilsurkunden aus sächsischen Archiven enthalten soll. Der erste Band mit Papsturkunden des Hauptstaatsarchivs Dresden (1104–1303) ist 2009 erschienen.